# Штрајк (филм из 1925)
Штрајк (рус. Стачка) је совјетски неми филм из 1924. године, редитељски првенац Сергеја Ајзенштајна.

## Радња
Филм почиње цитатом Владимира Лењина:

Снага радничке класе је организација. Без организације маса, пролетер је ништа. Организовано је све. Бити организован значи јединство деловања, јединство практичне делатности.

У фабрици је све тихо
Користећи типографију, реч 'но' (али) се додаје наслову поглавља које затим анимира и раствара се у слику машинерије у покрету. Администрација шпијунира раднике, прегледа списак агената са живописним кодним именима. Од њих су приказане вињете. Услови су напети са агитаторима и бољшевицима који планирају штрајк пре каталитичког догађаја.
Разлог за штрајк
Украден је микрометар у вредности од 25 рубаља или тронедељне плате. Радник Јаков је оптужен за крађу и након тога се обесио. Настаје туча и рад престаје. Радници напуштају млаоницу трчећи и наилази се на отпор у ливници. Штрајкачи бацају камење и растресити метал кроз прозоре ливнице. Тада закључана унутар капија комплекса, гомила се суочава са канцеларијом. Насилно отварају капије и хватају менаџера који га је возио у колицима бацајући их низ брдо у воду. Гомила се разилази.
Фабрика се гаси
Поглавље почиње снимком пачића, мачића, прасића и гусака. Дете тада иронично буди оца који нема посао да иде на посао, смеју се и брчкају. Фабрика је приказана празна и у њој се још увек усељавају птице. Деца глуме оно што су њихови очеви урадили, возећи колицима козу у руљи. Власник је фрустриран поруџбинама које стижу и смрзнутом биљком. Формулисани су захтеви: 8-часовни радни дан, фер третман администрације, повећање плата за 30% и 6-часовни радни дан за малолетна лица. Акционари се повезују са директором и читају захтеве. Презирно разговарају док пуше цигаре и пију пиће. Претпоставља се да је по налогу акционара полиција упала у раднике, а они сели да протестују. На свом састанку акционари користе писмо захтева као крпу за чишћење изливеног, а цедилица за лимун метафорички представља притисак који акционари намеравају да изврше на штрајкаче.
Штрајк се прекида
Приказане су сцене реда у затвореној радњи и беба којој треба храна. У кући долази до туче између мушкарца и жене, након чега она одлази. Други човек претура по својој кући у потрази за робом за продају на бувљој пијаци, узнемирујући своју породицу. Објављено писмо јавно показује да администратори одбијају захтеве. Користећи скривену камеру у џепном сату, шпијун по имену 'Сова' фотографише некога ко краде писмо. Слике се преносе другом шпијуну. Човек бива претучен, ухваћен и поново премлаћен.
Провокација и дебакл
Сцена почиње мртвим мачкама које висе са грађевине. Представља се лик, 'Краљ' чији је трон направљен од напуштеног аутомобила усред смећа, и који води заједницу која живи у огромним бурадима закопаним само са отворима на врху изнад земље. Након договора са агентом царске полиције, 'Краљ' унајмљује неколико провокатора из своје заједнице да запале, сруше и опљачкају продавницу пића. Гомила се окупља код ватре и огласи се аларм. Гомила одлази да не буде провоцирана, али је ватрогасци гађају цревима без обзира на то.
Истребљење
Гувернер шаље војску. Дете иде испод војничких коња, а његова мајка одлази да га ухвати и бива ударена. Почињу нереди, а гомила је протерана кроз низ капија и баријера који су се упутили ка ковачници, а затим њиховим становима. Гомила се јури и шиба по балконима. Полицајац убија мало дете. Раднике војска тера у поље и масовно стреља. Ово је приказано наизменичним снимцима клања краве.

## Анализа
Дубоко импресиониран филмовима Д. В. Грифита и Абела Ганса и охрабрен сусретима са Левом Кулешовим и Есфир Шубом, Ајзенштајн је 1924. године одлучио да се потпуно посвети филму. Његов првенац, Штрајк (1924), са трупом Пролеткулт у главним улогама, био је заснован на догми покрета: уместо да приказује појединце са јединственим психолошким особинама, филм је насељен друштвеним „типовима“ укљученим у класни сукоб. Одбацивање психолошке аутономије карактера и успостављање социоекономске детерминисаности заснивали су се на марксистичком социолошком приступу у коме је класно порекло карактера примарно, а индивидуализација или психолошка анализа занемарљиве. У Штрајку, „колективни херој“ глуми у вешто постављеним, квазидокументарним сценама, посебно снажним у кулминационој епизоди бруталног гушења штрајка од стране царске војске.